# Уэллс, Герберт Джордж
Ге́рберт Джордж Уэ́ллс (англ. Herbert George Wells; 21 сентября 1866, Бромли, Англия, Великобритания — 13 августа 1946, Лондон, Англия, Великобритания) — британский писатель и публицист.
Автор известных научно-фантастических романов «Машина времени», «Человек-невидимка», «Война миров» и др. Представитель критического реализма. Сторонник фабианского социализма.
Трижды посещал Россию, в 1914, 1920 и 1934 году. Встречался с советскими лидерами Владимиром Лениным и Иосифом Сталиным.

## Биография
Будущий литератор был четвёртым, самым младшим, ребёнком в семье. Отец, Джозеф Уэллс (англ. Joseph Wells), и мать, Сара Нил (англ. Sarah Neal), работали в прошлом садовником и горничной в богатом поместье, а позже стали владельцами небольшой лавки фарфоровых изделий. Однако торговля почти не приносила дохода, и в основном семья жила на деньги, которые отец, будучи профессиональным игроком в крикет, зарабатывал игрой. Когда мальчику исполнилось восемь лет, ему «посчастливилось», как он сам выражался, сломать ногу. Именно тогда он и пристрастился к чтению. В том же возрасте Герберт Уэллс поступил в «Коммерческую академию мистера Томаса Морли» (англ. Mr Thomas Morley's commercial academy), которая должна была подготовить его к профессии торговца. Однако, когда Герберту исполнилось тринадцать лет, его отец сломал бедро, и с крикетом было покончено. Подростку пришлось начинать самостоятельную жизнь.
Образование получил в Педагогической школе наук (англ. Normal School of Science), позднее ставшей Королевским колледжем наук (ныне часть Имперского колледжа Лондона), которую окончил в 1888 году. К 1891 году получил два учёных звания по биологии, с 1942 года доктор биологии.

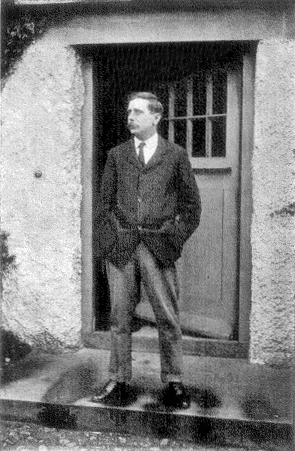
Уэллс в 1907 году возле двери своего дома в Сэндгейт

После ученичества у торговца мануфактурой и работы в аптеке побывал учителем в школе, преподавателем точных наук и помощником у Томаса Хаксли. В 1893 году профессионально занялся журналистикой.
С 1903 по 1909 год Уэллс состоял в Фабианском обществе, выступавшем за осторожность и постепенность в политике, науке и общественной жизни.
В 1933 году был избран президентом ПЕН-клуба.
Уэллс жил в Лондоне и на Ривьере, часто выступал с лекциями и много путешествовал.
Был дважды женат: с 1891 по 1895 год на Изабелле Мэри Уэллс (развелись), а с 1895 по 1928 год — на Эми Кэтрин (по прозвищу Джейн) Уэллс (в девичестве Роббинс, умерла от рака), о которой он сам писал: «Ума не приложу, чем бы я был без неё». Во втором браке родились два сына: Джордж Филип Уэллс и Фрэнк Ричард Уэллс (англ. Frank Richard Wells; 1905—1982).
В 1920 году Уэллс познакомился с Марией Игнатьевной Закревской-Будберг. Связь возобновилась в 1933 году в Лондоне, куда она эмигрировала после расставания с Максимом Горьким. Близкие отношения М. Будберг с Уэллсом продолжались до самой смерти писателя, он просил её выйти за него замуж, но она отвергла это предложение.
Герберт Уэллс умер 13 августа 1946 года, не дожив немногим более месяца до своего 80-летия, в своём доме на Ганновер-террас, от осложнений на фоне тяжёлых проблем с обменом веществ. В предисловии к изданию «Войны в воздухе» 1941 года Уэллс написал, что его эпитафией должна стать фраза «Я вас предупреждал. Проклятые вы дураки. (I told you so. You damned fools)».
На похоронной церемонии Джон Бойнтон Пристли назвал Уэллса «человеком, чьё слово внесло свет во многие тёмные закоулки жизни». 16 августа тело Уэллса было кремировано в крематории Голдерс-Грин. Согласно завещанию, сыновья Уэллса развеяли прах писателя над Ла-Маншем, между островом Уайт и мысом Сент-Олбанс.
В честь Уэллса на местах, связанных с ним, установлено более десятка мемориальных досок.

## Творчество
Первый роман писателя вышел в свет в 1895 году и назывался «Машина времени». Роман рассказывал о путешествии изобретателя в отдалённое будущее. Всего на протяжении 50 лет своей творческой деятельности Уэллс написал:
- около 40 романов;
- несколько томов рассказов;
- более десятка полемических сочинений по философской проблематике и примерно столько же работ о перестройке общества;
- две «Всемирные истории»;
- около 30 работ с политическими и социальными прогнозами;
- более 30 брошюр на темы о Фабианском обществе, вооружении, национализме, всеобщем мире и т. п.;
- 3 книги для детей;
- автобиографию.

Его произведения переведены на многие языки мира.

### Тематика

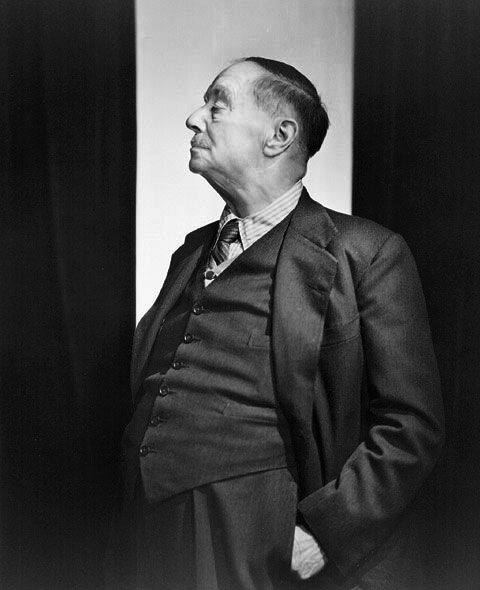
Уэллс в 1943 году

Уэллс считается автором многих тем, популярных в фантастике последующих лет. В 1895 году, за 10 лет до Эйнштейна и Минковского, он объявил, что наша реальность есть четырёхмерное пространство-время («Машина времени»). В 1898 году предсказал войны с применением отравляющих газов, авиации и устройства вроде лазера («Война миров», чуть позднее — «Когда Спящий проснётся», «Война в воздухе»). В 1905 году описал цивилизацию разумных муравьёв («Царство муравьёв»). В романе «Освобождённый мир» (1914) упоминаются Вторая мировая война, развязанная в 1940-е годы; там же есть «атомная бомба» (именно так и названная), сбрасываемая с самолёта и основанная на расщеплении атома.
В 1923 году Уэллс первый ввёл в фантастику параллельные миры («Люди как боги»). Авторству писателя принадлежат также антигравитация («Первые люди на Луне»), невидимость «Человек-невидимка», ускоритель темпа жизни («Новейший ускоритель») и многие другие.
Однако все эти оригинальные идеи были у Уэллса не самоцелью, а скорее техническим приёмом, имевшим целью ярче высветить главную, социально-критическую сторону его произведений. Так, в «Машине времени» он предостерегает, что продолжение непримиримой классовой борьбы может привести к полной деградации общества. В последние десятилетия творчества Уэллс полностью отошёл от фантастики, а его реалистические произведения пользуются гораздо меньшей популярностью.

### Художественные особенности
Хотя и Уэллс, и Жюль Верн считаются родоначальниками научной фантастики, научность в системе фантастической образности Уэллса кардинально отличается от таковой у Жюля Верна. Для Жюля Верна наука была содержанием его произведений, пропаганда и популяризация науки — целью его фантастики, в творчестве же Уэллса наука — один из художественно-эстетических компонентов создаваемой средствами фантастики картины современного мира:202, Уэллс стремился к осмыслению важных социально-нравственных и политико-философских проблем современности. Отсюда и различие в форме выражения: Жюль Верн обратился к жанру романа-путешествия, приключенческого романа, Уэллс же — к научно-фантастическому роману с социально-философской проблематикой. Научность произведений Уэллса в значительной мере условна, характерно не столько научное обоснование фантастических допущений, сколько лишь внешнее наукообразие, а правдоподобие достигается с помощью художественной иллюзии:133. С Уэллса начался продолжившийся в XX веке процесс эстетического освоения фантастикой современного научного знания:202 и процесс стирания грани между чистой литературной фантастикой (как, например, у Свифта, Гофмана) и строго научной фантастикой (в духе Жюля Верна).
Наука в прямом её выражении не была предметом интереса Уэллса как писателя, он, в отличие от Жюля Верна, не старался обязательно втиснуть в сюжет как можно больше научной информации. Научный материал в произведениях Уэллса строго дозирован и отнюдь не самоценен: научные данные, факты и гипотезы являются у Уэллса основным и очень значительным средством создания художественной иллюзии.
В своей фантастической прозе Уэллс стремился к как можно более тесной связи с жизнью — это касается не только постановки сложных проблем современной действительности, но и художественного симбиоза приёмов фантастического ви́дения и средств реалистической изобразительности. В фантастике Уэллса социальная утопия оригинально сочетается с философской аллегорией и социально-политической сатирой:32.
Уже ранние научно-фантастические произведения Уэллса опираются как на достижения представителей романтизма (и при этом в них совершенствуются и расширяются художественные средства и возможности фантастики в области исследования душевного мира человека), так и на достижения реалистической литературы, на один из главных художественных принципов реализма — подчёркивание решающей роли внешней среды, социальных обстоятельств в формировании человеческого характера и психики человека:37. Приёмы психологической фантастики романтиков, получая в творчестве Уэллса реалистическую разработку и наполняясь конкретным социально-историческим содержанием, создают возможность глубоких выводов и обобщений:40.
Герои Уэллса, подобно героям романтиков, оказываются в необычных, фантастических обстоятельствах. Но содержание и конечные цели такого психологического эксперимента, производимого средствами фантастики, принципиально отличны. Центральные герои прозы Уэллса — его современники и соотечественники, представители английского общества конца XIX — начала XX века. Иначе говоря, человек у Уэллса гораздо более конкретен, а его творческая задача заключается в выяснении его нравственных и психологических качеств, его жизнеспособности, жизнестойкости, перспектив его дальнейшего развития и духовного совершенствования:37—38. Именно в фантастике Уэллса впервые возникает и получает разработку ситуация, характерная для гораздо более поздней НФ: обыкновенный человек в фантастических обстоятельствах, — и намечаются изобразительные возможности такой ситуации: социальные, психологические, философские:40.
Чтобы связать фантастическое с реальным и создать художественную иллюзию, Уэллс прибегает к снижению образов своих персонажей: чудесное происходит с самым заурядным из современников писателя, с обыкновенным обывателем и в самой обычной обстановке. Эта конкретность героев контрастирует с условностью и грандиозностью фантастических допущений, применяемых писателем.
Уэллс стремился продумывать до конца возможные следствия вторжения фантастического в реальную жизнь, все его реальные проявления. Фантастическое, проявляя себя в реальных обстоятельствах, определённым образом реагирует на те обстоятельства, с которыми сочетается, подчинено определённой логике развития. Благодаря этому фантастика наделяется всеми признаками реальности. Возникающее у читателя ощущение невероятности отступает на задний план, сглаживается реальной, обыденной последовательностью событий:50—51.
Художественное правдоподобие создаётся, в частности, с помощью своеобразного «документализма» фантастического повествования (реалий географического характера, исторических реалий, хронологической закреплённости событий). Сочетание фантастики и реальности в тех романах, где присутствуют реалии быта современной писателю Англии («Человек-невидимка», «Война миров»), приводит к ряду смысловых и образных сопоставлений по контрасту, используемых Уэллсом для выделения и художественной конкретизации центральных идей произведений. Сюжетно-тематическому сочетанию фантастики с реальностью соответствует на образно-стилистическом уровне переплетение реалистических и романтических линий образности:46—48.
Фантастическое у Уэллса изображается многосторонне, автор при этом прибегает к самым различным связям и опосредованиям, испытывает фантастические явления на цвет, запах, звук, исследует их с большой добросовестностью. Цель такого многостороннего изображения — возникновение иллюзии реальности. Чтобы побудить читателя принять фантастическое допущение, следует дать читателю возможность увидеть, почувствовать, представить его. Именно потому в романах Уэллса применяется множество всевозможных изобразительных сравнений, метафор, параллелей, причём сравнения часто берутся из области обыденного, бытового, из сферы, знакомой и доступной читателю. При этом нередко даётся ступенчатая характеристика фантастического явления, всё с большей степенью приближения, что в конечном счёте приводит к зримому и законченному образу:49—50.
Деталь у Уэллса играет важную роль как одно из средств создания художественной иллюзии реальности. При этом Уэллс в значительной мере ориентировался на творчество Эдгара По, который умел благодаря подбору деталей — портретных, психологических, обстановочных — создавать впечатление правдоподобия самых необычных событий и явлений. Будучи реалистом в фантастике, Уэллс немало внимания уделял изобразительным возможностям детали, добивался её правдивости, психологической достоверности:51—51. Произведения Уэллса густо насыщены бытовыми подробностями, детально и точно описан мир осязаемый, вещный:9.
В лучших из своих ранних романов Уэллс смело и непринуждённо сочетает фантастику и реальность английской жизни; этот сплав настолько качествен, что читателю не удаётся заметить «швы», ощутить противоречивость такого синтеза. Фантастическую действительность произведений Уэллса читатель ощущал как естественное продолжение действительности нынешнего дня:53.

## Политические взгляды
Уэллс определял свои политические взгляды как социалистические, хотя относился к марксистскому учению скептически, настороженно и неоднозначно, писал: «Маркс был за освобождение рабочего класса, я стою за его уничтожение». Уже летом 1886 года, проведённым на ферме, Уэллс изложил своё политическое видение демократического социализма в реферате, изначально озаглавленном «Уэллсовский план новой организации общества».
Уэллс ориентировался на Фабианское общество, в которое был принят только в 1903 году. Ещё ранее он, наряду с Бертраном Расселом, вступил в клуб «Взаимодействие», созданный внутри этого общества Бернардом Шоу и супругами Вебб в 1900 году как площадка, объединяющая «реалистически мыслящих» социалистов, стремившихся овладеть рычагами власти. Вместе с тем, в среде фабианцев Уэллс попадал в частые конфликты, в том числе с Бернардом Шоу. Познакомившись с начинающим политиком Уинстоном Черчиллем (тогда ещё либералом, но впоследствии ставшим консерватором и политическим оппонентом Уэллса), активно поддержал его избирательную кампанию в парламент. Тогда Уэллса не стали исключать из Фабианского общества, но в 1909 году он сам был вынужден оставить его из-за любовной связи и внебрачного ребёнка от молодой сторонницы Эмбер Ривс.
Выставлял свою кандидатуру от Лейбористской партии по избирательному округу Лондонского университета на парламентских выборах 1922 и 1923 годов.
Уэллс на протяжении жизни в основном выступал как пацифист. Вместе с тем в 1914 году он поддерживал участие Великобритании в войне, хотя он впоследствии писал о Первой мировой войне как о бойне националистов и как войне, которая положит конец всем войнам. Чтобы предотвратить подобные катастрофы в будущем, он призывал к созданию мирового правительства. Однако реальные возможности Лиги Наций, не сумевшей противостоять грядущей новой мировой войне, разочаровали Уэллса, который одним из первых европейских писателей выступил с предупреждением об опасности фашизма в романе «Накануне» (1927). После Мюнхенского соглашения выдвинул кандидатом на Нобелевскую премию мира президента Чехословакии Эдварда Бенеша.

### Визиты в Россию
Впервые писатель посетил Россию в 1914 году. Он провёл в Санкт-Петербурге и Москве 2 недели. После возвращения в Англию он предложил ввести русский язык как третий иностранный в английских школах, наряду с французским и немецким.
В конце сентября 1920 года Уэллс прибыл в Россию по приглашению Л. Б. Каменева, посещавшего Лондон в составе советской делегации Л. Б. Красина. Уэллс пробыл в России 15 дней, большую часть из них — в Петрограде. В это время Уэллс жил в квартире М. Горького в доходном доме Е. К. Барсовой на Кронверкском проспекте, 23. 6 октября 1920 года Уэллс встретился в Москве с Лениным. В Москве Уэллс жил в гостевом особняке НКИД на Софийской набережной.
О первом своём посещении большевистского государства Уэллс написал книгу «Россия во мгле». В ней он, среди прочего, подробно описал свою встречу с Лениным и существо различия их позиций:

Эта тема привела нас к нашему основному разногласию — разногласию между эволюционным коллективистом и марксистом, к вопросу о том, нужна ли социальная революция со всеми её крайностями, нужно ли полностью уничтожать одну экономическую систему до того, как может быть приведена в действие другая. Я верю в то, что в результате большой и упорной воспитательной работы теперешняя капиталистическая система может стать «цивилизованной» и превратиться во всемирную коллективистскую систему, в то время как мировоззрение Ленина издавна неотделимо связано с положениями марксизма о неизбежности классовой войны, необходимости свержения капиталистического строя в качестве предварительного условия перестройки общества, о диктатуре пролетариата и т. д.

23 июля 1934 года Уэллс вновь посетил Россию (СССР) и был принят Сталиным, текст беседы был опубликован в журнале «Большевик». Об этой встрече Уэллс писал:

Я сознаюсь, что подходил к Сталину с некоторым подозрением и предубеждением. В моём сознании был создан образ очень осторожного, сосредоточенного в себе фанатика, деспота, завистливого, подозрительного монополизатора власти. Я ожидал встретить безжалостного, жестокого доктринёра и самодовольного грузина-горца, чей дух никогда полностью не вырывался из родных горных долин…
Все мои подспудные опасения увидеть перед собой сурового и непреклонного горца рассеялись с первой минуты. Он — один из тех, кто на фотографиях и портретах выглядит совершенно иначе, чем в жизни. Его непросто описать, и многие описания преувеличивают мрачность и неподвижность лица. Скованность в общении, личная простота породили толки о коварном лицемерии; сделали его предметом изобретательной, падкой на скандал, глухой молвы… …Стоило нам начать беседу, и все мои мысли о подводных течениях и скрытом душевном напряжении исчезли бесследно.
Не знаю, кого из нас это больше поразило, но я по ходу беседы сильнее всего удивился тому, что он не желает видеть и отдаленного сходства между процессами, методами и целями Вашингтона и Москвы. Когда я заговорил с ним о планируемом мире, я изъяснялся на языке, которого он не понимал. Выслушивая мои предложения, он никак не мог взять в толк, о чём идёт речь. По сравнению с президентом Рузвельтом он был очень скупо наделён способностью к быстрой реакции, а хитроумной, лукавой цепкости, отличавшей Ленина, в нём не было и в помине. Ленин был насквозь пропитан марксистской фразеологией, но эту фразеологию он полностью контролировал, мог придавать ей новые значения, использовать её в своих целях. Ум Сталина почти в той же степени вышколен, выпестован на доктринах Ленина и Маркса, как выпестованы гувернантками те умы британской дипломатической службы, о которых я уже написал столько недобрых слов. Его способность к адаптации так же невелика. Процесс интеллектуального оснащения остановился у него на точке, которой достиг Ленин, когда видоизменил марксизм. Ни свободной импульсивностью, ни организованностью учёного этот ум не обладает; он прошёл добротную марксистско-ленинскую школу…
Я никогда не встречал более искреннего, прямолинейного и честного человека. Именно благодаря этим качествам, а не чему-то мрачному и таинственному, обладает он такой огромной и неоспоримой властью в России. До нашей встречи я думал, что он, вероятней всего, занимает такое положение потому, что его боятся; теперь же я понимаю, что его не боятся, ему доверяют.
Под конец я, как и собирался, снова подчеркнул, что и он и Рузвельт занимают исключительное положение и могут обращаться к миру вместе. Вышло нескладно, так как надежда, что человек, управляющий Россией, хотя бы частично поймет преимущества конвергенции, которая помогла бы создать коллективный капитализм на Востоке и на Западе, была подорвана. Он отвечал отрицательно, оставаясь при своем мнении. Мне следовало хорошо выучить русский язык или пригласить другого переводчика, тогда я сократил бы разделявшую нас дистанцию. Обычные переводчики питают склонность к штампам. Ничто не страдает так сильно при переводе, как свежесть незнакомой идеи.

## Критика
Господин Уэллс производит впечатление человека, который во время прогулки по саду может заявить: «Мне не нравится это фруктовое дерево. Плодоносит не лучшим образом, не блещет совершенством форм. Давайте-ка его срубим и попробуем вырастить на этом месте другое дерево, получше». Того ли ждёт британский народ от своего гения? Куда естественнее было бы услышать от него: «Мне не нравится это дерево. Давайте попробуем улучшить его жизнеспособность, не нанеся повреждений стволу. Может быть, удастся заставить его расти и плодоносить так, как нам того бы хотелось. Но не будем уничтожать его, ведь тогда все прошлые труды пропадут даром, и неизвестно ещё, что мы получим в будущем».— А. Конан Дойл, 1912.

Прежде всего, это был большой и интересный писатель, с острой мыслью, горячим воображением и ярким художественным талантом, как-то своеобразно сочетавшим в себе учёного, публициста и беллетриста.— И.Майский

## Экранизации произведений Герберта Уэллса
- 1919 год — «Первые люди на Луне», режиссёр Брюс Гордон
- 1932 год — «Остров потерянных душ», режиссёр Эрл Кэнтон
- 1933 год — «Человек-невидимка», режиссёр Джеймс Уэйл
- 1936 год — «Облик грядущего», режиссёр Уильям Кэмерон Мензис
- 1936 год — «Человек, который умел творить чудеса», режиссёры Лотар Мендез, Александр Корда
- 1941 год — «Киппс», режиссёр Кэрол Рид
- 1948 год — «Страстная дружба», режиссёр Дэвид Лин
- 1953 год — «Война миров», режиссёр Байрон Хэскин
- 1960 год — «Машина времени», режиссёр Джордж Пал
- 1964 год — «Первые люди на Луне», режиссёр Натан Юран
- 1973 год — «Спящий», режиссёр Вуди Аллен
- 1974 год — «Чудесный визит», режиссёр Марсель Карне
- 1976 год — «Пища богов», режиссёр Берт А. Гордон
- 1977 год — «Человек-невидимка», режиссёр Глеб Селянин
- 1977 год — «Остров доктора Моро», режиссёр Дон Тэйлор
- 1977 год — «Империя муравьёв», режиссёр Берт И. Гордон.
- 1979 год — «Путешествие в машине времени», режиссёр Николас Мейер
- 1984 год — «Человек-невидимка», режиссёр Александр Захаров
- 1984 год — «Человек-невидимка» (6 серий), режиссёр Брайан Лайтхил
- 1989 год — «Пища богов 2», режиссёр Дэмиан Ли
- 1995 год — «Страна слепых» (мультфильм)
- 1996 год — «Остров доктора Моро», режиссёры Джон Франкенхаймер и Ричард Стэнли
- 2001 год — «Фантастические миры Герберта Уэллса», режиссёр Роберт Янг
- 2002 год — «Машина времени», режиссёр Саймон Уэллс, правнук Герберта Уэллса
- 2005 год — «Война миров», режиссёр Стивен Спилберг
- 2005 год — «Война миров», режиссёр Тимоти Хайнс
- 2005 год — «Война миров Герберта Уэллса[англ.]», режиссёр Дэвид Майкл Лэтт
- 2007 год — «История мистера Полли», режиссёр Гиллис МакКиннон
- 2010 год — «Первые люди на Луне», режиссёр Марк Гейтисс
- 2019 год — «Война миров (мини-сериал)», режиссёр Крейг Вевиро
- 2019 год — «Война миров», режиссёры Жиль Кулье и Ричард Кларк

## Память
В 1970 году Международный астрономический союз присвоил название кратеру на обратной стороне Луны в честь Герберта Уэллса.

## Киновоплощения
- «Свет над Россией» — Сергей Ценин
- «Кремлёвские куранты» (1970). В роли Герберта Уэллса — Харий Лиепиньш
- Фантастические миры Уэллса[англ.]

## Документалистика
(недоступная ссылка)
- Документальный фильм из цикла «Библейский сюжет». Автор и ведущий: Дмитрий Менделеев. ООО «Студия «Неофит» по заказу ГТРК «Культура». 2017 г (15 июля 2017). Неугасимый огонь. Россия-Культура. {{cite episode}}: |series= пропущен или пуст (справка); Внешняя ссылка в |credits= (справка)